# چمپیونشیپ ۲۱–۲۰۲۰
چمپیونشیپ ۲۱–۲۰۲۰ که به دلایل حامی مالی آن به عنوان اسکای بت چمپیونشیپ نامگذاری شده‌است هفدهمین دوره از مسابقات چمپیونشیپ تحت عنوان فعلی و بیست و نهمین فصل تحت قالب دسته‌بندی لیگ فعلی است.

## اثرات شیوع کووید-۱۹ بر رقابت‌های این فصل
همانند هفته‌های پایانی در فصل گذشته، این فصل تحت تأثیر شیوع کروناویروس قرار گرفته و در نتیجه آن بازی‌ها پشت درهای بسته و بدون حضور تماشاگران انجام می‌شود. با این حال، در ۱۹ سپتامبر ۲۰۲۰، دو بازی از این دسته بین دو تیم نورویچ و پرستون در ورزشگاه کارو رود و همچنین بازی دو تیم میدلزبورو و بورنموث در ورزشگاه ریورساید در مقابل ۱۰۰۰ تماشاگر برگزار شد.
این شروعی برای بازگشت تدریجی هواداران تلقی می‌شد، اما افزایش موارد ابتلا به ویروس کرونا از اواخر سپتامبر (که در نهایت منجر به دومین قرنطینه در سراسر کشور در ماه نوامبر شد)، منجر به توقف برنامه‌ها شد. با اتمام دومین قرنطینه سراسری در کشور به تاریخ ۲ دسامبر ۲۰۲۰، اعلام شد که وضعیت محدودیت در انگلستان مانند گذشته به سه سطح تقسیم بندی می‌شود و باشگاه‌هایی که در مناطق سطح دوم محدودیت قرار دارند مجازند تا حداکثر ۲۰۰۰ تماشاگر را میزبانی کنند. اولین بازی در همان ۲ دسامبر انجام شد، اگرچه مسابقات لوتون تاون و وایکام واندررز با حضور ۱۰۰۰ تماشاگر برگزار شد. در شنبه ۵ دسامبر ۲۰۲۰، ردینگ، میلوال، واتفورد، نوریچ سیتی و برنتفورد در مقابل دیدگان حداکثر ۲۰۰۰ تماشاگر بازی‌هایشان را برگزار کردند و هواداران برنتفورد برای اولین بار در ورزشگاه تازه تاسیس کامیونیتی برنتفورد نظاره گر بازی تیمشان بودند.
با این وجود، پس از یک بازبینی در سطح محدودیت مناطق کشور اعلام شد که از روز چهارشنبه ۱۶ دسامبر سال ۲۰۲۰ وضعیت لندن، مناطقی از اسکس و مناطقی از هرتفوردشر، به سطح ۳ که بالاترین سطح از محدودیت در انگلیس است تغییر پیدا می‌کند و این به معنای آن بود که بازی‌های باشگاه‌های فوتبال در این مناطق (برای دسته چمپیونشیپ: برنتفورد، میلوال، کویینز پارک رنجرز و واتفورد) به دلیل افزایش مبتلایان به ویروس کرونا، پشت درهای بسته و در غیاب طرفداران برگزار می‌شود.
سپس اعلام شد که از شنبه ۱۹ دسامبر سال ۲۰۲۰، محدودیت در مناطق بدفوردشر، برک‌شایر و باکینگهام‌شر نیز به سطح سوم منتقل می‌شود و به این ترتیب لوتون تاون، ردینگ و وایکام واندررز نیز باید از این تاریخ بازی‌هایشان را پشت درهای بسته و بدون طرفداران برگزار کنند. در نقطه مقابل بریستول سیتی، که پیش از این نمی‌توانست میزبان هواداران خود باشد، با کاهش سطح محدودیت در منطقه بریستول از ۳ به سطح ۲، می‌توانست شاهد حضور دوباره هواداران در ورزشگاه خانگی‌اش باشد. محدودیت‌های جدید کشوری، به معنای آن بود که در دسته چمپیونشیپ فقط ورزشگاه‌های بورنموث، بریستول سیتی و نوریچ سیتی برای پذیرایی هوادارانشان آزاد خواهند بود. این وضعیت در روز چهارشنبه ۲۳ دسامبر ۲۰۲۰ تغییر یافت، و بورنموث تنها تیم واجد شرایط برای میزبانی هواداران اعلام شد. یک هفته بعد و در روز چهارشنبه ۳۰ دسامبر ۲۰۲۰، سطح دوم محدودیت در انگلیس حذف شد و مناطق انگلیس در دو سطح ۳ یا ۴ محدودیت قرار گرفتند و در نتیجه بار دیگر هیچ باشگاهی نمی‌تواند برای آینده‌ای نزدیک میزبان هوادارانش باشد.

## اطلاعات تیم‌ها

### تغییرات تیم‌ها
| رتبه  | لیگ برتر           |
| ----- | ------------------ |
| ۱.    | لیدز یونایتد       |
| ۲.    | وست برومویچ آلبیون |
| صعود. | فولام              |

| رتبه | چمپیونشیپ  |
| ---- | ---------- |
| ۱۸.  | بورنموث    |
| ۱۹.  | نوریچ سیتی |
| ۲۰.  | واتفورد    |

| رتبه  | چمپیونشیپ       |
| ----- | --------------- |
| ۱.    | کاونتری سیتی    |
| ۲.    | روترهام یونایتد |
| صعود. | وایکام واندررز  |

| رتبه | لیگ یک         |
| ---- | -------------- |
| ۲۲.  | چارلتون اتلتیک |
| ۲۳.  | ویگان اتلتیک   |
| ۲۴.  | هال سیتی       |

### ورزشگاه و موقعیت تیم‌ها
| تیم               | موقعیت               | ورزشگاه                 | ظرفیت  |
| ----------------- | -------------------- | ----------------------- | ------ |
| بارنزلی           | بارنزلی              | اوکول                   | ۲۳٬۲۸۷ |
| بیرمنگام سیتی     | بیرمنگام             | ورزشگاه سنت اندروز      | ۲۹٬۴۰۹ |
| بلکبرن روورز      | بلکبرن               | ورزشگاه ایوود پارک      | ۳۱٬۳۶۷ |
| برنتفورد          | لندن (برنتفورد)      | ورزشگاه گریفین پارک     | ۱۲٬۳۰۰ |
| بریستول سیتی      | بریستول              | ورزشگاه اشتون گیت       | ۲۷٬۰۰۰ |
| کاردیف سیتی       | کاردیف               | ورزشگاه کاردیف سیتی     | ۳۳٬۳۱۶ |
| بورنموث           | بورنموث              | ورزشگاه دین کورت        | ۱۱٬۳۶۴ |
| دربی کانتی        | داربی                | ورزشگاه پراید پارک      | ۳۳٬۶۰۰ |
| کاونتری سیتی      | بیرمنگام             | ورزشگاه سنت اندروز      | ۲۹٬۴۰۹ |
| هادرزفیلد تاون    | هادرزفیلد            | ورزشگاه کرکلیس          | ۲۴٬۵۰۰ |
| نوریچ سیتی        | نوریچ                | ورزشگاه کارو رود        | ۲۷٬۲۴۴ |
| روترهام یونایتد   | راترهام              | ورزشگاه نیویورک         | ۱۲٬۰۲۱ |
| لوتون تاون        | لوتون                | ورزشگاه کنیلورث رود     | ۱۰٬۳۳۶ |
| میدلزبورو         | میدلزبرو             | ورزشگاه ریورساید        | ۳۴٬۰۰۰ |
| میلوال            | لندن (برمونزی جنوبی) | ورزشگاه دن              | ۲۰٬۱۴۶ |
| ناتینگهام فارست   | وست بریجفورد         | ورزشگاه سیتی گراند      | ۳۰٬۴۴۵ |
| پرستون نورث اند   | پرستون               | ورزشگاه دیپدایل         | ۲۳٬۴۰۸ |
| کویینز پارک رنجرز | لندن (وایت سیتی)     | ورزشگاه بنیاد پرنس کیان | ۱۸٬۴۳۹ |
| ردینگ             | ردینگ                | ورزشگاه مدیسکی          | ۲۴٬۱۶۱ |
| شفیلد ونزدی       | شفیلد                | ورزشگاه هیلزبورو        | ۳۹٬۷۵۲ |
| استوک سیتی        | استوک-آن-ترنت        | ورزشگاه بت۳۶۵           | ۳۰٬۰۸۹ |
| سوانزی سیتی       | سوانزی               | ورزشگاه لیبرتی          | ۲۱٬۰۸۸ |
| واتفورد           | واتفورد              | ورزشگاه ویکاریج رود     | ۲۱٬۵۷۷ |
| وایکام واندررز    | های ویکام            | ورزشگاه آدامز پارک      | ۹٬۴۴۸  |

### پرسنل و حامی مالی تیم‌ها
| تیم | مربی               | کاپیتان          | تولیدکننده لباس | حامی مالی                                                                                             |
| --- | ------------------ | ---------------- | --------------- | --- |
| بورنموث | جیسون تیندال       | استیو کوک        | آمبرو           | MSP Capital                                                                                           |
| بارنزلی | والرین اسماعیل     | الکس مووات       | پوما            | The Investment Room                                                                                   |
| بیرمنگام سیتی | آیتور کارانکا      | هارلی دین        | نایکی           | BoyleSports                                                                                           |
| بلکبرن روورز | تونی مووبرای       | الیوت بنت        | آمبرو           | Recoverite Compression                                                                                |
| برنتفورد | توماس فرانک        | پونتوس یانسون    | آمبرو           | Utilita                                                                                               |
| بریستول سیتی | دین هولدن          | توماش کالاس      | هومل            | MansionBet                                                                                            |
| کاردیف سیتی | نیل هریس           | شان موریسون      | آدیداس          | Tourism Malaysia                                                                                      |
| کاونتری سیتی | مارک روبینز        | لیام کلی         | هومل            | BoyleSports                                                                                           |
| دربی کانتی | وین رونی           | TBC[ب]           | آمبرو           | 32Red                                                                                                 |
| هادرزفیلد تاون | کارلوس کوربران     | کریستوفر شیندلر  | آمبرو           | Various (خانه) Yorkshire Air Ambulance / The Town Foundation / The Kirkwood (خارج از خانه و لباس سوم) |
| لوتون تاون | نیثن جونز          | سونی بردلی       | آمبرو           | JB Developments (خانه)، Star Platforms (خارج از خانه)، Ryebridge (لباس سوم)                           |
| میدلزبورو | نیل وارناک         | بریت آسومبالونگا | هومل            | 32Red                                                                                                 |
| میلوال | گری رووت           | الکس پیرس        | ماکرون          | Huski Chocolate                                                                                       |
| نوریچ سیتی | دنیل فارکی         | گرنت هانلی       | اره‌آ            | Dafabet                                                                                               |
| ناتینگهام فارست | کریس هیوتون        | مایکل داوسون     | ماکرون          | Football Index                                                                                        |
| پرستون نورث اند | الکس نیل           | آلان براون       | نایکی           | 32Red                                                                                                 |
| کویینز پارک رنجرز | مارک واربورتون     | جف کامرون        | اره‌آ            | Football Index                                                                                        |
| ردینگ | ولیکو پاونوویچ     | لیام مور         | ماکرون          | Casumo                                                                                                |
| روترهام یونایتد | پول وارن           | ریچارد وود       | پوما            | Embark Group (بازی در خانه)، Mears (بازی خارج از خانه و لباس سوم)                                     |
| شفیلد ونزدی | نیل تامپسون (موقت) | بری بانان        | Elev8           | Chansiri                                                                                              |
| استوک سیتی | مایکل اونیل        | رایان شاوکراس    | ماکرون          | bet365                                                                                                |
| سوانزی سیتی | استیو کوپر         | مت گریمز         | جوما            | Swansea University                                                                                    |
| واتفورد | سیسکو              | تروی دینی        | کلمه            | Sportsbet.io                                                                                          |
| وایکام واندررز | گرث اینسورث        | مت بلومفیلد      | O'Neills        | Dreams (bed retailer) (بازی در خانه و خارج از خانه)، Cherry Red Records (لباس سوم)                    |
| ^ الف: وین رونی هنگام ورود به باشگاه کاپیتان بود، با این حال در ۱۵ ژانویه ۲۰۲۱ بازنشستگی خود را اعلام کرد تا به عنوان سرمربی تمام وقت دربی کانتی، که بعد از عزیمت فیلیپ کوکو مربی بازیکن موقت بود، تبدیل شود. |                    |                  |                 | |

### تغییرات سرمربیان
| تیم | مربی خروجی             | علت خروج                       | تاریخ خروج     | رتبه در جدول | مربی ورودی         | تاریخ انتصاب   |
| --- | ---------------------- | ------------------------------ | -------------- | ------------ | ------------------ | -------------- |
| بیرمنگام سیتی                                                                                             | استیو کوپر کریگ گاردنر | پایان قرارداد                  | ۲۲ ژوئیه ۲۰۲۰  | پیش-فصل      | آیتور کارانکا      | ۳۱ ژوئیه ۲۰۲۰  |
| هادرزفیلد                                                                                                 | دنی اسکوفیلد           | پایان قرارداد                  | ۲۲ ژوئیه ۲۰۲۰  | پیش-فصل      | کارلوس کوربران     | ۲۳ ژوئیه ۲۰۲۰  |
| واتفورد                                                                                                   | هایدن مولینس           | پایان قرارداد                  | ۲۶ ژوئیه ۲۰۲۰  | پیش-فصل      | ولادیمیر ایویچ     | ۱۵ اوت ۲۰۲۰    |
| بورنموث                                                                                                   | ادی هوو                | توافق طرفین                    | ۱ اوت ۲۰۲۰     | پیش-فصل      | جیسون تیندال       | ۸ اوت ۲۰۲۰     |
| ردینگ | مارک باون              | توافق طرفین                    | ۲۹ اوت ۲۰۲۰    | پیش-فصل      | ولیکو پاونویچ      | ۲۹ اوت ۲۰۲۰    |
| بارنزلی                                                                                                   | گرهارد استروبر         | عقد قرارداد با نیویورک رد بولز | ۶ اکتبر ۲۰۲۰   | ۲۱ام         | والرین اسماعیل     | ۲۳ اکتبر ۲۰۲۰  |
| ناتینگهام فارست                                                                                           | صبری لاموشی            | اخراج                          | ۶ اکتبر ۲۰۲۰   | ۲۲ام         | کریس هیوتون        | ۶ اکتبر ۲۰۲۰   |
| شفیلد ونزدی                                                                                               | گری مانک               | اخراج                          | ۹ نوامبر ۲۰۲۰  | ۲۳ام         | تونی پولیس         | ۱۳ نوامبر ۲۰۲۰ |
| دربی کانتی                                                                                                | فیلیپ کوکو             | توافق طرفین                    | ۱۴ نوامبر ۲۰۲۰ | ۲۴ام         | وین رونی[ب]        | ۲۷ نوامبر ۲۰۲۰ |
| واتفورد                                                                                                   | ولادیمیر ایویچ         | اخراج                          | ۱۹ دسامبر ۲۰۲۰ | ۵ام          | سیسکو              | ۲۰ دسامبر ۲۰۲۰ |
| شفیلد ونزدی                                                                                               | تونی پولیس             | اخراج                          | ۲۸ دسامبر ۲۰۲۰ | ۲۳ام         | نیل تامپسون (موقت) | ۲۸ دسامبر ۲۰۲۰ |
| ^ ب: رونی در ابتدا به عنوان سرمربی موقت تا پایان فصل منصوب شد، اما این انتصاب در ۱۵ ژانویه ۲۰۲۱ دائمی شد. |                        |                                |                |              |                    |                |

## آمار فصل
تا تاریخ ۲۹ مه ۲۰۲۱

### گلزنی

#### گلزنان برتر
| Rank | Player          | Club             | Goals |
| ---- | --------------- | ---------------- | ----- |
| ۱    | ایوان تونی1     | Brentford        | ۳۳    |
| ۲    | Adam Armstrong  | Blackburn Rovers | ۲۸    |
| ۳    | تمو پوکی        | Norwich City     | ۲۶    |
| ۴    | کیفر مور        | Cardiff City     | ۲۰    |
| ۵    | Lucas João      | Reading          | ۱۹    |
| ۶    | آندره ایو2      | Swansea City     | ۱۷    |
| ۶    | آرنات گرونولد1  | Bournemouth      | ۱۷    |
| ۸    | امی بوئندیا     | Norwich City     | ۱۵    |
| ۸    | دومینیک سولانکه | Bournemouth      | ۱۵    |
| ۱۰   | Jamal Lowe      | Swansea City     | ۱۴    |

- 1 Includes 2 goals in the Championship play-offs.
- 2 Includes 1 goal in the Championship play-offs.

#### هت‌تریک‌ها
| Player         | For              | Against           | Result  | Date            |
| -------------- | ---------------- | ----------------- | ------- | --------------- |
| Adam Armstrong | Blackburn Rovers | Wycombe Wanderers | 5–0 (H) | ۱۹ سپتامبر ۲۰۲۰ |
| James Collins  | Luton Town       | Preston North End | 3–0 (H) | ۱۲ دسامبر ۲۰۲۰  |
| Sergi Canós    | Brentford        | Cardiff City      | 3–2 (A) | ۲۶ دسامبر ۲۰۲۰  |
| Ivan Toney     | Brentford        | Wycombe Wanderers | 7–2 (H) | ۳۰ ژانویه ۲۰۲۱  |
| Teemu Pukki    | Norwich City     | Huddersfield Town | 7–0 (H) | ۶ آوریل ۲۰۲۱    |
| Adam Armstrong | Blackburn Rovers | Huddersfield Town | 5–2 (H) | ۲۴ آوریل ۲۰۲۱   |
| Harry Wilson   | Cardiff City     | Birmingham City   | 4–0 (A) | ۱ مه ۲۰۲۱       |
| Adam Armstrong | Blackburn Rovers | Birmingham City   | 5–2 (H) | ۸ مه ۲۰۲۱       |

#### بهترین پاسورها
| Rank | Player          | Club             | Assists |
| ---- | --------------- | ---------------- | ------- |
| ۱    | امی بوئندیا     | Norwich City     | ۱۶      |
| ۲    | مایکل اولیس     | Reading          | ۱۲      |
| ۳    | هاروی الیوت     | Blackburn Rovers | ۱۱      |
| ۳    | Harry Wilson    | Cardiff City     | ۱۱      |
| ۵    | برایان امبومو   | Brentford        | ۱۰      |
| ۵    | ایوان تونی      | Brentford        | ۱۰      |
| ۷    | جیک بیدول       | Swansea City     | ۸       |
| ۷    | David Brooks1   | Bournemouth      | ۸       |
| ۷    | سرگی کانوس      | Brentford        | ۸       |
| ۷    | Callum O'Hare   | Coventry City    | ۸       |
| ۷    | دومینیک سولانکه | Bournemouth      | ۸       |

- 1 Includes 1 assist in the Championship play-offs.

### کلین‌شیت‌ها
| Rank | Player           | Club              | Clean Sheets |
| ---- | ---------------- | ----------------- | ------------ |
| ۱    | Freddie Woodman1 | Swansea City      | ۲۱           |
| ۲    | بارتوژ بیالوفسکی | Millwall          | ۱۷           |
| ۲    | تیم کرول         | Norwich City      | ۱۷           |
| ۲    | Rafael           | Reading           | ۱۷           |
| ۵    | آسمیر بگوویچ1    | Bournemouth       | ۱۶           |
| ۵    | داوید رایا       | Brentford         | ۱۶           |
| ۷    | بریس سامبا       | Nottingham Forest | ۱۴           |
| ۸    | دنیل باخمن       | Watford           | ۱۳           |
| ۸    | مارکوس بتینلی    | Middlesbrough     | ۱۳           |
| ۸    | نیل اتریج        | Birmingham City   | ۱۳           |

- 1 Includes 1 clean sheet in the Championship play-offs.

### انضباط

#### فردی
- Most yellow cards: 12[۶۷]
  -  ناتانیل چالوبا (Watford)
  -  Michael Ihiekwe (Rotherham United)
  -  جفرسون لرما1 (Bournemouth)
- Most red cards: 2
  -  امی بوئندیا (Norwich City)
  -  Kyle McFadzean (Coventry City)
- 1 Includes 1 yellow card in the Championship play-offs.

#### باشگاهی
- Most yellow cards: 80[۶۸]
  - Rotherham United
  - Watford
- Most red cards: 7
  - Sheffield Wednesday

## جوایز

### ماهانه
| ماه     | مربی ماه        | مربی ماه    | بازیکن ماه    | بازیکن ماه      | منبع   |
| ------- | --------------- | ----------- | ------------- | --------------- | ------ |
| سپتامبر | ولیکو پائونوویچ | ردینگ       | بردلی جانسون  | بلکبرن روورز    | [ ۶۹ ] |
| اکتبر   | نیل وارناک      | میدلزبرو    | ایوان تونی    | برنتفورد        | [ ۷۰ ] |
| نوامبر  | ولادیمیر ایویچ  | واتفورد     | دیوید بروکس   | بورنموث         | [ ۷۱ ] |
| دسامبر  | توماس فرانک     | برنتفورد    | دانکن وتمور   | میدلزبرو        | [ ۷۲ ] |
| ژانویه  | استیو کوپر      | سوانزی سیتی | مت کروکز      | روترهام یونایتد | [ ۷۳ ] |
| فوریه   | میک مک‌کارتی     | کاردیف سیتی | تمو پوکی      | نوریچ سیتی      | [ ۷۴ ] |
| مارس    | سیسکو مونیوث    | واتفورد     | الکس موات     | بارنزلی         | [ ۷۵ ] |
| آوریل   | جاناتان وودگیت  | بورنموث     | آرنات گرونولد | بورنموث         | [ ۷۶ ] |

### سالانه
| جایزه                  | برنده       | باشگاه                   |
| ---------------------- | ----------- | ------------------------ |
| بهترین بازیکن فصل      | امی بوئندیا | باشگاه فوتبال نوریچ سیتی |
| بهترین بازیکن جوان فصل | مایکل اولیس | باشگاه فوتبال ردینگ      |

تیم فصل چمپیونشیپ
| پست.      | بازیکن        | باشگاه                       | منبع          |
| --------- | ------------- | ---------------------------- | ------------- |
| دروازه‌بان | آسمیر بگوویچ  | باشگاه فوتبال ای‌اف‌سی بورنموث | [ ۷۷ ] [ ۷۸ ] |
| مدافع     | مکس آرونز     | باشگاه فوتبال نوریچ سیتی     | [ ۷۷ ] [ ۷۸ ] |
| مدافع     | گرنت هانلی    | باشگاه فوتبال برنتفورد       | [ ۷۷ ] [ ۷۸ ] |
| مدافع     | شان موریسون   | باشگاه فوتبال کاردیف سیتی    | [ ۷۷ ] [ ۷۸ ] |
| مدافع     | آدام ماسینا   | باشگاه فوتبال واتفورد        | [ ۷۷ ] [ ۷۸ ] |
| هافبک     | امی بوئندیا   | باشگاه فوتبال نوریچ سیتی     | [ ۷۷ ] [ ۷۸ ] |
| هافبک     | مایکل اولیس   | باشگاه فوتبال ردینگ          | [ ۷۷ ] [ ۷۸ ] |
| هافبک     | الکس موات     | باشگاه فوتبال بارنزلی        | [ ۷۷ ] [ ۷۸ ] |
| مهاجم     | آرنات گرونولد | باشگاه فوتبال ای‌اف‌سی بورنموث | [ ۷۷ ] [ ۷۸ ] |
| مهاجم     | ایوان تونی    | باشگاه فوتبال برنتفورد       | [ ۷۷ ] [ ۷۸ ] |
| مهاجم     | تمو پوکی      | باشگاه فوتبال نوریچ سیتی     | [ ۷۷ ] [ ۷۸ ] |
| سرمربی    | دنیل فارکی    | باشگاه فوتبال نوریچ سیتی     | [ ۷۷ ] [ ۷۸ ] |

### تیم سال چمپیونشیپ اتحادیه بازیکنان حرفه‌ای
| پست       | بازیکن         | باشگاه                     | بازی‌ها |
| --------- | -------------- | -------------------------- | ------ |
| دروازه‌بان | تیم کرول       | باشگاه فوتبال نوریچ سیتی   | ۱      |
| مدافع     | مکس آرونز      | باشگاه فوتبال نوریچ سیتی   | ۲      |
| مدافع     | ایتن پیناک     | باشگاه فوتبال برنتفورد     | ۲      |
| مدافع     | گرنت هانلی     | باشگاه فوتبال نوریچ سیتی   | ۱      |
| مدافع     | ریکو هنری      | باشگاه فوتبال برنتفورد     | ۲      |
| هافبک     | امی بوئندیا    | باشگاه فوتبال نوریچ سیتی   | ۱      |
| هافبک     | مایکل اولیس    | باشگاه فوتبال ردینگ        | ۱      |
| هافبک     | اولیور اسکیپ   | باشگاه فوتبال نوریچ سیتی   | ۱      |
| مهاجم     | آدام آرمسترانگ | باشگاه فوتبال بلکبرن روورز | ۲      |
| مهاجم     | ایوان تونی     | باشگاه فوتبال برنتفورد     | ۲      |
| مهاجم     | تمو پوکی       | باشگاه فوتبال نوریچ سیتی   | ۲      |